# Tilly-la-Campagne
Tilly-la-Campagne foi uma comuna francesa na região administrativa da Normandia, no departamento Calvados. Estendia-se por uma área de 3,52 km². Em 2010 a comuna tinha 125 habitantes (densidade: 35,5 hab./km²).
Em 1 de janeiro de 2019, passou a formar parte da nova comuna de Castine-en-Plaine.